# Mesothisa tanala
Mesothisa tanala là một loài bướm đêm trong họ Geometridae.